# Момбаса (Сеара)
Момбаса (порт. Mombaça)  —  муниципалитет в Бразилии, входит в штат Сеара. Составная часть мезорегиона Сертойнс-Сеаренсис. Входит в экономико-статистический  микрорегион Сертан-ди-Сенадор-Помпеу. Население составляет 44 185 человек на 2007 год. Занимает площадь 2 119,46 км². Плотность населения — 19,57 чел./км².

## История
Город основан в 1851 году.

## Статистика
- Валовой внутренний продукт на 2003 составляет 68.803.408,00 реалов (данные: Бразильский институт географии и статистики).
- Валовой внутренний продукт на душу населения на 2003 составляет 1.663,20 реалов (данные: Бразильский институт географии и статистики).
- Индекс развития человеческого потенциала на 2000 составляет 0,604 (данные: Программа развития ООН).